# Winsor McCay
Zenas Winsor McCay (mezi 1866 a 1871 – 26. července 1934) byl americký karikaturista a animátor. Jeho nejznámější díla jsou komiks Little Nemo (1905–14; 1924–26) a animovaný film Gertie the Dinosaur (1914). Na komiksovém filmu Dream of the Rarebit Fiend ze smluvních důvodů pracoval pod jménem Silas.
McCay byl od mládí rychlý, plodný a technicky zručný umělec. Svou profesionální kariéru zahájil tvorbou plakátů a účinkováním v dělnických kabaretech. V roce 1898 začal ilustrovat noviny a časopisy a roku 1903 nastoupil do novin New York Herald, kde vytvořil populární komiksy jako Little Sammy Sneeze a Dream of the Rarebit Fiend. V roce 1905 debutoval jeho nejslavnější komiks Little Nemo in Slumberland (Malý Nemo ve Slumberlandu) – fantasy komiks v secesním stylu o mladém chlapci a jeho dobrodružných snech. Komiks prokázal McCayův silný výtvarný smysl a mistrné zvládnutí barvy i lineární perspektivy. McCay experimentoval s formálními prvky komiksové stránky, s uspořádáním a rozměry panelů, aby zvýšil efekt a vylepšil vyprávění. McCay také vyprodukoval mnoho podrobně vypracovaných politických karikatur a vystupoval ve vaudeville, kde byly populární jeho scénky, při nichž na jevišti kreslil.
McCay patřil k prvním průkopníkům animace; v letech 1911 až 1921 sám financoval a animoval deset filmů, z nichž některé přežily pouze z malé části. První tři používal ve svých scénkách ve vaudeville; Gertie the Dinosaur sloužil jako základ scénky, ve které McCay vypadal, že dává rozkazy cvičenému dinosaurovi. McCay se svými asistenty pracoval dvaadvacet měsíců na svém nejambicióznějším filmu Potopení Lusitánie (1918), vlasteneckém zobrazení lodi RMS Lusitania, kterou roku 1915 potopili torpédem Němci. Lusitania neměla takový komerční úspěch jako předchozí filmy a McCayovy pozdější filmy také nebyly úspěšné. Své animace, vaudeville i práci na komiksech musel postupně omezit, když novinový magnát William Randolph Hearst, jeho zaměstnavatel od roku 1911, požadoval, aby McCay věnoval svou energii ilustracím novin.
Jako kreslíř McCay odvážně a obdivuhodně využíval lineární perspektivu, zejména v detailech architektury a městských panoramat. Své karikatury texturoval bohatým jemným šrafováním a z barvy učinil ústřední prvek Malého Nema. Jeho komiksová tvorba ovlivnila celé generace karikaturistů a ilustrátorů. Technická úroveň McCayovy animace – její realismus, hladký běh a rozměry – neměla srovnání až do vzniku Fleischerových studií na konci dvacátých let 20. století a celovečerních filmů Walta Disneye ve 30. letech 20. století. McCay byl také průkopníkem prolínaček, soutiskových značek, filmových cyklů a dalších technik, které se v budoucnosti staly standardem.